# مانفروتو

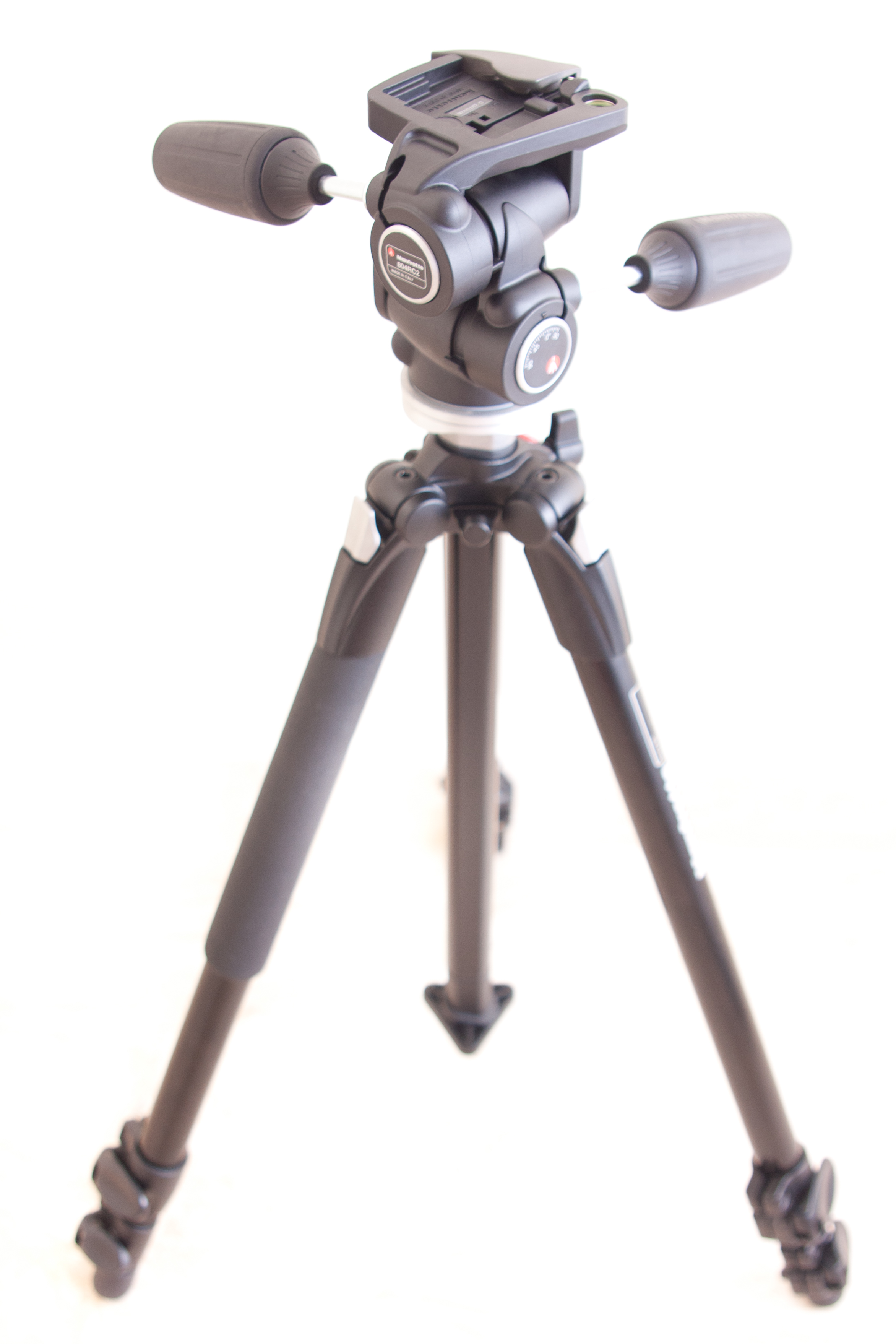
123 365 مانفروتو 190XB + 804RC2

مانفروتو (به ایتالیایی: Manfrotto) یک برند محصولات نگهدارندهٔ تجهیزات عکاسی و فیلم‌برداری است. ایدهٔ تولید این محصولات، برای اولین بار در دههٔ ۶۰ میلادی توسط یک فتوژورنالیست ایتالیایی به‌نام لینو مانفروتو ایجاد شد. محصولات آن پس از چند سال در بسیاری از کشورهای اروپایی و آمریکایی استفاده می‌شد. این شرکت بعدها توسط کمپانی بزرگ انگلیسی وایتک گروپ خریداری شد.
بزرگترین رقیبان مانفروتو در سطح میانی، برندهائی نظیر اسلیک، ولبون، بنرو و در سطح بالا، گیتزو و میلر (که هر دو زیر مجموعهٔ شرکت وایتک گروپ هستند) می‌باشند.
مانفروتو در سال ۲۰۱۰ میلادی اقدام به تأسیس موسسه‌ای آموزشی تحت عنوان مدرسهٔ ممتاز مانفروتو (به انگلیسی: Manfrotto School of Excellence) نمود تا مرجعی آموزشی برای تمامی علاقه‌مندان به عکاسی و فیلم‌برداری باشد.